# Dolina U-kształtna

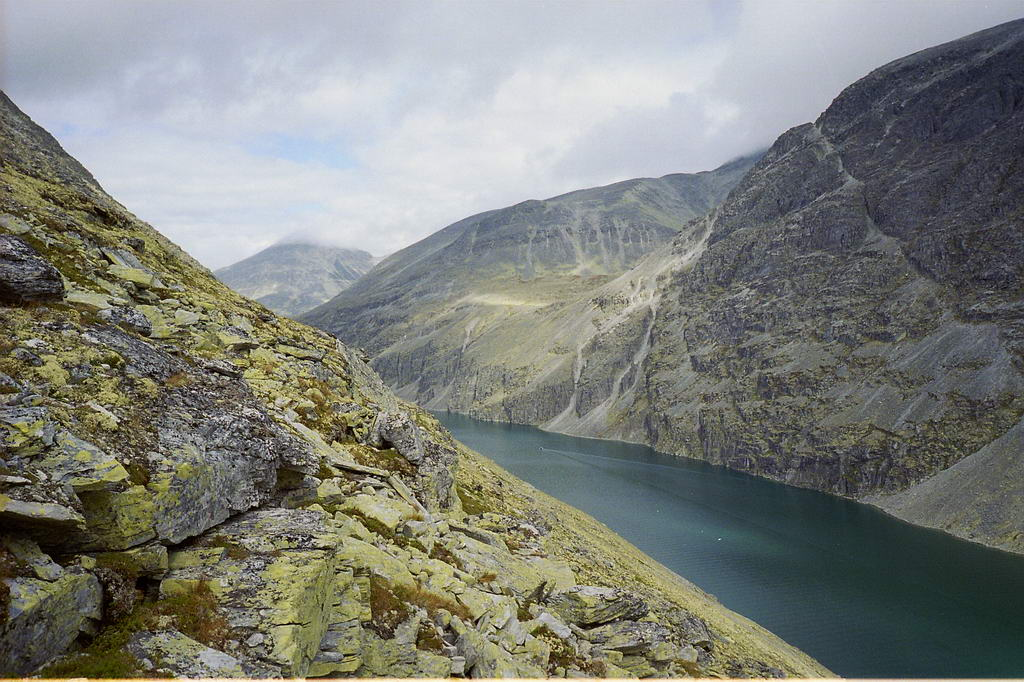
Przykład doliny U-kształtnej. Jezioro Rondvatnet, Park Narodowy Rondane

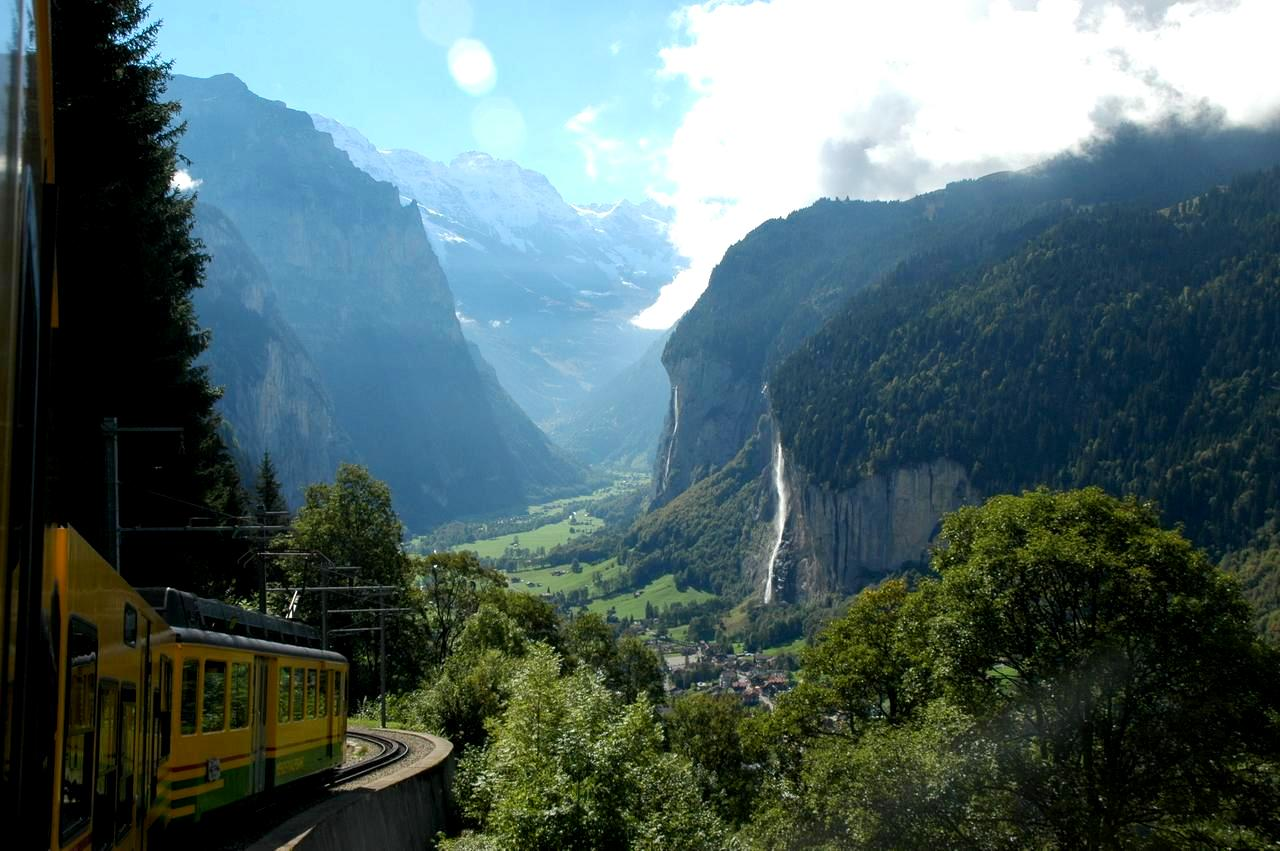
Dolina Lauterbrunnental w Alpach

Dolina U-kształtna, dolina lodowcowa, rynna polodowcowa, dolina rynnowa, żłób lodowcowy – dolina powstała w wyniku przekształcenia doliny V-kształtnej przez lodowiec górski. 
Profil takiej doliny przypomina literę U: charakteryzuje się ona stromymi ścianami skalnymi i stosunkowo płaskim dnem, zwykle wypełnionym osadami morenowymi lub pochodzącymi ze stoków (stożki piargowe, aluwialne i koluwia osuwiskowe). Ma ona przebieg bardziej prostoliniowy niż dolina, z której została uformowana. Dodatkowo, w przeciwieństwie do dolin rzecznych, rynna polodowcowa może mieć niewyrównany profil podłużny, a jej przegłębione dno może sięgać poniżej poziomu morza (skalne dna dolin alpejskich, Sognefjorden w Norwegii). Jest to element charakterystyczny dla obszarów wysokogórskich, które są lub były w przeszłości zlodowacone. Doliny lodowcowe formowane są przez lodowce górskie (Alpy, Tatry) lub strumienie lodu na obrzeżach lądolodów i czap lodowych (Grenlandia, Skandynawia). W Polsce przykładem są doliny tatrzańskie, na przykład Dolina Roztoki. 
Specyficznym przypadkiem doliny U-kształtnej jest fierd.